# Andy Gibb
Andy Gibb, all'anagrafe Andrew Roy Gibb (Manchester, 5 marzo 1958 – Oxford, 10 marzo 1988), è stato un cantante britannico.
Era il fratello minore di Barry, Robin e Maurice Gibb del gruppo dei Bee Gees.

## Biografia
Andy preferì la carriera da solista, pur godendo dell'appoggio dei suoi tre fratelli maggiori. Per propria scelta, non volle mai far parte dei Bee Gees, nonostante i ripetuti inviti.
Nella sua breve carriera ha venduto oltre 10 milioni di copie di dischi, inoltre è stato il primo artista a piazzare consecutivamente tra il 1977 e il 1978 tre canzoni al primo posto delle classifiche americane. Nel 1979 partecipò a qualche tappa dello  Spirits Having Flown Tour. 
Nel 1988, proprio quando si stava quasi decidendo ad entrare nel gruppo, morì a causa di una miocardite. Curiosamente, nella sua canzone Arrow through the Heart (Freccia attraverso il cuore) sembrò quasi presagire la sua morte prematura (I'm too young to die - Sono troppo giovane per morire). Andy era andato in Inghilterra per incidere un album, e stava  cambiando anche il suo domicilio fiscale, per trasferirsi presso suo fratello Robin a Thame nell'Oxfordshire. Il 7 marzo  si recò all'ospedale John Radcliffe di Oxford per farsi esaminare, in quanto accusava forti dolori allo stomaco. Tre giorni dopo, la mattina del 10 marzo, morì a soli 30 anni di età, per un'infiammazione del miocardio dovuta a un'infezione virale. Gli anni di alcolismo e di abuso di cocaina non pare fossero una causa diretta della sua morte, ma di certo non lo aiutarono e sicuramente contribuirono ad aggravare il suo quadro clinico. Il suo corpo fu portato a Los Angeles, California e fu sepolto nel cimitero dei divi, il Forest Lawn - Hollywood Hills Cemetery.

## Vita privata
Gibb è stato sposato con Kim Reeder nel 1976, divorziarono nel 1978, dall'unione nacque la figlia Peta Jaye  nata nel 1978, che vive in Australia. Negli anni seguenti ebbe relazioni con la cantante Tanya Tucker, e soprattutto con l'attrice Victoria Principal.

## Omaggi
- I Bee Gees composero Wish You Were Here (Vorrei che tu fossi qui) come omaggio al fratello morto. La canzone fu lanciata nel 1989 con successo assoluto in Brasile, occupando la seconda posizione tra i singoli più venduti.

## Discografia

### Album in studio
- 1977 - Flowing Rivers
- 1978 - Shadow Dancing
- 1980 - After Dark

### Raccolte
- 1980 - Andy Gibb's Greatest Hits
- 1991 - Andy Gibb
- 2001 - 20th Century Master - The Millennium Collection
- 2010 - Mythology (Disc 4 - Andy)
- 2018 - The Very Best Of Andy Gibb

### Singoli
- 1975 - Words and Music
- 1977 - I Just Want to Be Your Everything
- 1977 - (Love Is) Thicker Than Water
- 1978 - Shadow Dancing
- 1978 - An Everlasting Love
- 1978 - (Our Love) Don't Throw It All Away
- 1978 - Why
- 1980 - Desire
- 1980 - I Can't Help (con Olivia Newton-John)
- 1980 - Time Is Time
- 1981 - Me (Without You)
- 1981 - All I Have to Do Is Dream (con Victoria Principal)

## Riconoscimenti
Young Hollywood Hall of Fame
- 1977 - Music Artist[2]